# فيسبيميفين
فيسبيميفين (الاسم الرمزي التطوري HM-101) وهو اسم المركب الدولي ولكنه غير مسجل دولياً (INN)، وهو أيضاً من الأسماء المعتمدة الأمريكية الفريدة غير المسجلة الملكية والمخصصة للأدوية (USAN).
ومركب فيسبيميفين هو مُعدِّل مستقبلات هرمون الاستروجين الانتقائي غير الستيرويدي (SERM) لمجموعة ثلاثي فينيل إيثيلين الذي تم تطويره لعلاج قصور الغدد التناسلية الذكرية ولكن تم الاستغناء عنه ولم يتم تسويقه أبدًا. حيث وصل المركب إلى المرحلة الثانية من التجارب السريرية ولكن توقف العمل عليه قبل إنهاء التطوير في مارس/آذار 2016. بسبب فشل الدواء في تحقيق دلالة إحصائية على نقاط نهاية الفعالية الرئيسية في التجارب السريرية وقد أوقفه مطوره لأسباب إستراتيجية بحسب تصريحاتهم.
https://stringfixer.com/ar/List_of_compounds_with_carbon_number_26

## روابط خارجية
- Fispemifene - AdisInsight